# Корнилова, Анна Васильевна
Анна Васильевна Корнилова (1915—1998) — советский русский бригадир колхоза «Победа» Вятско-Полянского района Кировской области СССР. Герой Социалистического Труда (1966).

## Биография
Родилась в 1915 году в селе Слудка Малмыжского уезда Вятской губернии в семье крестьянина. По национальности — русская.
В возрасте шестнадцати лет трудилась в местном колхозе, затем два года девушка заведовала местным сельским клубом в селе Ершовка Вятско-Полянского района, а также являлась инструктором райкома комсомола. С 1939 года Корнилова стала председателем Ершовского сельсовета. Во времена Великой Отечественной войны организовывала односельчан на выполнение плана сдачи государству колхозом «Знамя Труда» зерна и других продуктов для нужд Красной армии в селе Ершовка.
В 1956 году ершовский колхоз «Знамя труда» объединился с соседними хозяйствами, после чего стал называться «Победа». В 1960 году Корнилова в свою очередь возглавила ершовскую бригаду. За её бригадой было закреплено 2,5 тысячи гектаров пахотной земли, 770 голов крупного рогатого скота, 90 ульев и другое коллективное производство. Когда наступил период седьмой семилетки, то труженики Ершовки добивались урожая по 20-25 центнеров зерна и от каждой фуражной коровы надаивали от 2700 до 3000 килограммов молока в год. По итогу семилетки вышли победителями в социалистическом соревновании по Вятскополянскому району.
С 1968 года стала числиться персональным пенсионером союзного значения. В последние годы жизни проживала в селе Ершовка. Скончалась 20 января 1998 года. Место захоронения не известно.

## Личная жизнь
- Была замужем за Николаем Григорьевичем, который являлся участником и инвалидом Великой Отечественной войны, а также механизатором ершовской бригады. Был награждён орденом «Знак Почёта»[1].

## Звания и награды
- Герой Социалистического Труда[1] (Указом Президиума Верховного Совета СССР от 23 июня 1966 года за успехи, достигнутые в увеличении производства и заготовок пшеницы, ржи, гречихи, риса, других зерновых и кормовых культур и высокопроизводительном использовании техники, Корниловой Анне Васильевне присвоено звание Героя Социалистического Труда с вручением ордена Ленина и золотой медали «Серп и Молот»).
- Орден Ленина (1966)[1].